# سایوز ام‌اس-۱۴
سایوز-ام‌اس-۱۴ (به روسی: Союз )(به معنای اتحاد) یک مأموریت بدون سرنشین سازمان ملی فضانوردی روسیه به سمت ایستگاه فضایی بین‌المللی محسوب می‌شود که برای آزمایش سیستم فرار جدید طراحی شده برای فضاپیماهای سایوز به سمت فضا پرتاب شد. این مأموریت نخستین مأموریت بدون سرنشین سایوز بعد از ۳۳ سال بود. همچنین این فضاپیما توانست با موفقیت ۶۶۰ کیلوگرم محموله و یک تلسکوپ را به ایستگاه بین‌المللی فضایی تحویل دهد.

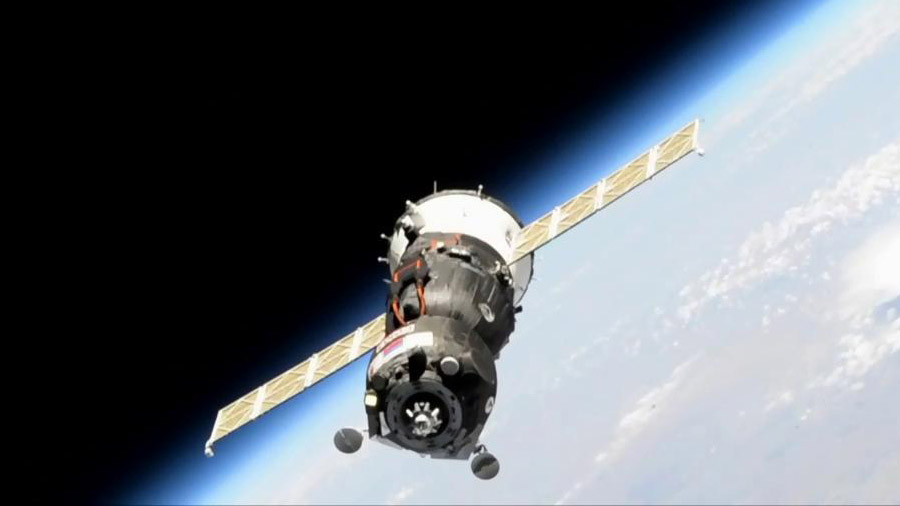
ام‌اس-۱۴ به ایستگاه نزدیک می‌شود